# Демір Шкриєль
Демір Шкриєль (чорн. Демир Шкријељ; нар. 10 липня 1997, Беране, СР Югославія) — чорногорський футболіст, лівий вінґер полтавської «Ворскли».

## Клубна кар'єра
Дорослу футбольну кар'єру розпочав у «Зеті». У футболці вище вказаного клубу дебютував 24 лютого 2015 року в нічийному (0:0) виїзному поєдинку 18-го туру Першої ліги Чорногорії проти «Морнара». У команді провів два сезони, за цей час у Першій лізі Чорногорії зіграв 23 матчі, ще в 1-му поєдинку виходив на поле в національному кубку. З серпня 2016 по кінець червня 2017 року виступав в оренді за «Братство» у Другій лізі Чорногорії. Потім захищав кольори «Ібару» у Другій лізі Чорногорії. Наприкінці липня 2020 року став гравцем «Морнара». Першим голом у вищому дивізіоні чемпіонату Чорногорії відзначився 23 вересня 2023 року на 52-й хвилині переможного (1:0) виїзного поєдинку 9-го туру проти «Єзера». Демір вийшов на поле в стартовому складі, а на 90+3-й хвилині його замінив Саво Газийода. У складі «Морнара» зіграв понад 100 матчів у чемпіонатах Чорногорії. У сезоні 2023/24 років визнавався найкращим гравцем чемпіонату Чорногорії. Відзначився 5 голами та 8 асистами у 35 матчах ліги сезону 2023/24 років.
На початку липня 2024 року підписав 3-річний контракт з «Ворсклою».

## Кар'єра в збірній
У футболці національної збірної Чорногорії дебютував 21 березня 2024 року в переможному (2:0) виїзному товариському матчі проти Білорусі. Шкриєль вийшов на поле на 86-й хвилині замість Стевана Йоветича.